# دیدیه بزاس
دیدیه بزاس (فرانسوی: Didier Bezace‎; زاده ۱۰ فوریهٔ ۱۹۴۶ – درگذشته ۱۱ مارس ۲۰۲۰) هنرپیشه اهل فرانسه بود.
از فیلم‌ها یا برنامه‌های تلویزیونی که وی در آن نقش داشته‌است می‌توان به دزد کوچک، دزدی‌ها، وزیر، و کنار آمدن با مردگان اشاره کرد.